# HG Nuremberg
Pour les articles homonymes, voir HGN.
La Hockey-Gesellschaft Nürnberg ou HGN (en français, Société de hockey sur gazon de Nuremberg) est une association sportive omnisport, située au nord de Nuremberg, à l'est de l'aéroport. Elle est fondée le 2 septembre 1920 par d'anciens membres du Nuremberg CTH et est l'un des principaux clubs de hockey sur gazon en Bavière pendant des décennies. En plus de ce sport, le club a des sections de tennis  et crosse. Le nombre de membres est d'environ 500, dont plus de 60% pour le hockey sur gazon. Entouré par la forêt, le club dispose d'un terrain de hockey sur gazon, de neuf courts de tennis, d'un terrain de beach-volley et d'autres installations sportives et de jeux.

## Hockey sur gazon
Hommes
Le club masculin a ses plus importants succès dans les années 1960 : le club est vice-champion d'Allemagne en 1964 et champion d'Allemagne en salle en 1968. Il a aussi une vingtaine de titres de champions de Bavière. À la fin de la saison 2008-2009, l'équipe abandonne le championnat d'Allemagne en salle, qu'elle avait atteint pour la première fois en 2007.
Lors de la saison 2017-2018, l'équipe première en salle joue le championnat d'Allemagne D2 tandis que celle en plein air est en première ligue régionale sud.
Femmes
L'équipe féminine joue dix saisons au plus haut niveau en salle jusqu'à sa relégation en 2015. Lors de la saison 2008-2009, l'équipe atteint les quarts de finale du championnat d'Allemagne pour la première fois.
Lors de la saison 2015-2016, les équipes en salle et en plein air jouent  en première ligue régionale sud.
Jeunes
En plus des dix-sept championnats de Bavière, les équipes de jeunes de la HGN atteignent plusieurs fois la tête du championnat régulier dans les championnats d'Allemagne du Sud et d'Allemagne sans avoir remporté de titre ensuite.

## Hockey sur glace
L'équipe masculine de hockey sur glace existe dès 1921, en 1924 elle s'entraîne sur la glace naturelle formée sur les terrains de tennis. En 1927 a lieu le premier derby avec le 1. FC Nuremberg. En 1936, la HGN inaugure le Linde-Stadion avec un match contre le Deutscher Eislaufverein Eger. L'équipe participe au championnat d'Allemagne lors des saisons 1935-1936 comme club hôte et 1936-1937 après être devenu champion de Bavière. En 1940, l'activité s'arrête à cause de la Seconde Guerre mondiale.
En 1949, l'activité reprend au Valznerweiher. En 1953, l'équipe joue dans la Ligue de Bavière. En 1959, elle atteint l'Oberliga. Il forme jusqu'en 1962 un club unique avec le Club am Marienberg fondé en 1953. En 1965, la section de hockey sur glace est complètement transférée au nouveau club du SG Nuremberg.